# Johannes Hoppe (Politiker)

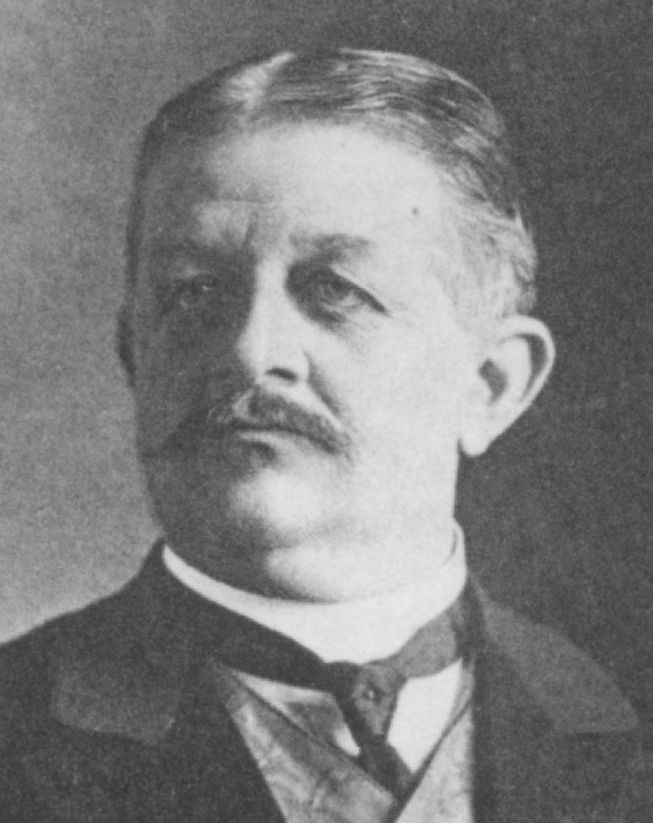
Johannes Hoppe als Reichstagsabgeordneter 1912

Johannes Heinrich Nicolaus Hoppe (* 13. Februar 1861 in Horneburg; † 22. Juli 1925 in Stade) war Jurist und Mitglied des Deutschen Reichstags.

## Leben
Hoppe  besuchte die Volks- und Privatschulen in Horneburg und Steinkirchen, das Gymnasium zu Stade und die Universitäten München und Berlin. Während seines Studiums wurde er 1881 Mitglied der Burschenschaft Babenbergia München. Er absolvierte das Referendarexamen beim Kammergericht in Berlin und promovierte in Göttingen. Nach Beendigung des Studiums und des Dienstjahres als Einjährig-Freiwilliger übernahm er einen Hof zu Süderdeich bei Balje, bewirtschaftete diesen bis 1907 selbst und verpachtete ihn dann an einen Verwandten. Er war längere Jahre im Gemeindedienst, in Deich- und Sielverbänden und im Kreisdienst tätig. Weiter war er Hauptmann der Landwehr-Feldartillerie I und Träger der Landwehr-Dienstauszeichnung I. Klasse.
Von 1909 bis 1918 war er Mitglied des Deutschen Reichstags für den Wahlkreis Hannover 18 (Stade, Geestemünde, Bremervörde, Osterholz) und die Nationalliberale Partei.